# Edel sapbekertje
Het edel sapbekertje (Phaeohelotium nobile) is een schimmel behorend tot de familie Helotiaceae. Hij leeft saprotroof op stukjes hout van els (Alnus).

## Kenmerken
De apothecia hebben een diameter van 1 tot 2 mm en de kleur is geel. 
De sporen zijn ellipsoïde tot nauw spoelvormig, soms een beetje gebogen, met fijne druppeltjes erin die min of meer verdwijnen als ze rijp zijn, ongesepteerd aan het uiteinde en meten, blijven hyaliene, amyloïde en meten 11-14-(16) × 3-4 µm (sommige bronnen melden 8–15). De asci zijn 8-sporig, hebben een inamyloïde apex, en meten 85-100 × 9-11,5 µm (sommige bronnen melden 120–150 × 8–12). De parafysen zijn talrijk aanwezig, draadvormig, vertakt.

## Verspreiding
In Nederland komt het edel sapbekertje zeldzaam voor.